# Кирил Семов
Кирил Семов е български поппевец.

## Биография
Кирил Семов е роден на 14 септември 1932 г. в София. Жизнерадостен и артистичен, той с лекота се справя с различните стилове на забавната музика – еднакво добре интерпретира лирични балади, френски шансони или шлагери в стил суинг. Няма музикално образование, но като ученик ходи на уроци по пеене, а по-късно усъвършенства гласа си в хора на Софийската опера и на Държавния музикален театър „Стефан Македонски“. Работил е в Ансамбъла на Трудовата повинност (1952 – 1955), хора на ДМТ „Стефан Македонски“, Ансамбъла за песни на БНР. Бил е солист на Естрадата на Българската армия, Естрадния оркестър към Комитета за телевизия и радио и оркестър „София“. В края на 50-те участва активно в концертите в БИАД като солист на „Студио 5“ и става много популярен. През по-голямата част от своята кариера работи в артистични и циркови програми в увеселителните заведения (оркестрите на Йонко Татаров, Никола Чалъшканов, „Оптимистите“). Гостувал е с концертни програми в СССР, Румъния, Полша, Унгария, Чехословакия, ГДР. Сред наградените песни в негово изпълнение на фестивала „Златният Орфей“ са: „Ева“ – втора награда – 1965 г., „Балада за несебърските камбани“ – специална награда – 1966 г., „Сън сънувах“ – Голямата награда „Златният Орфей“ – 1969 г. (в дует с Маргрет Николова) – и трите песни са по музика на Атанас Бояджиев. Сред популярните песни, изпълнявани от него, са и: „Синя вечер“ (м. Емил Георгиев), „Дъжд“ (м. Борис Карадимчев), „Една девойка ме попита“ (м. Димитър Вълчев). Една от последните песни, която записва, е из филмовия мюзикъл „Баща ми бояджията“ – „Песен за грозното пате“ (м. Петър Ступел).
Умира на 10 ноември 1972 година в София, на 40-годишна възраст.
Приживе певецът не успява да получи международно признание от фестивалите за забавна музика, не успява да запише дългосвиреща плоча, а и престижните награди в биографията му са малко. Въпреки това остава като един от първите певци със собствен облик в българската попмузика.
През 1995 г. с помощта на фондация „Стефан Воронов“ на аудиокасета е издаден албумът „Синя вечер“ с песни в изпълнение на Кирил Семов.

## Дискография

### Малки плочи и сингли
- 1964 – „Mai, mai, più“ ( Electrecord – ЕDC 435)
- 1964 – „Que Vero ● The Man I Love ● Pas D'Alcool ● Ciudo“ ( Electrecord – EDC 499)
- 1964 – „Лъчезарна Варна“ ( сингъл, Балкантон – ВТВ 10083)
- 1964 – „Една девойка ме попита“ ( сингъл, Балкантон – ВТВ 10093)
- 1965 – „Пее Кирил Семов“ ( Балкантон)
- 1965 – „Кирил Семов“ ( Балкантон – ВТК 2676)
- 1965 – „Всяка младост е нова“ ( сингъл, Балкантон – ВТВ 10104)
- 1965 – „Новогодишна целувка“ ( сингъл, Балкантон – ВТВ 10108)
- 1966 – „Кирил Семов пее песни от Емил Колев“ ( Балкантон – ВТМ 5747)
- 1966 – „Маргрета Николова и Кирил Семов“ ( сингъл, Балкантон – ВТВ 10129)
- 1966 – „Към Слънчевия бряг“, дует с Маргрет Николова ( сингъл, Балкантон – ВТВ 10136)
- 1966 – „Маргрета Николова“/ „Кирил Семов“ ( Балкантон – 2722)
- 1966 – „Кирил Семов“ ( Балкантон – 2695)
- 1967 – „Мъдрецът Диоген“, дует с Маргрет Николова ( сингъл, Балкантон – ВТВ 10129)
- 1968 – „Пее Кирил Семов“ ( Балкантон – ВТМ 6103)
- 1971 – „Кирил Семов“ ( Балкантон)

### Студийни албуми
- 1995 – „Синя вечер“ ( MC, Baby Records)

1. Синя вечер
2. Джаз
3. Веселите токчета
4. Импресия
5. Когато сме сами
6. Търси се билет
7. Пирина ли бе причина
8. Коминочистачът
9. Сън сънувах – дует с Маргрет Николова
10. Първата дума
11. Лечебния сок
12. Дончо Кихот и Станчо Панса
13. Черен влак се композира

## Филмография
- На всеки километър (1969 – 1971), 26 серии